# Вилхелм (Юлих-Клеве-Берг)
Вилхелм V Богатия (на немски: Wilhelm V, Wilhelm der Reiche; * 28 юли 1516, Дюселдорф; † 5 януари 1592, Дюселдорф) е от 1539 г. до смъртта си херцог на Юлих-Клеве-Берг и граф на Марк и Равенсберг. Освен това той е херцог на Гелдерн (1538 – 1543), граф на Цутфен (1538 – 1543), господар на Равенщайн (1528 – 1543).

## Живот
Вилхелм е единственият син на Йохан III, херцог на Юлих-Клеве-Берг, граф на Марк и Равенсберг, и Мария фон Юлих-Берг.
След смъртта на баща му през началото на февруари 1539 г. той поема управлението. През 1541 г. той омъжва сестра си Анна фон Клеве за английския крал Хенри VIII, но след половин година този неосъществен брак е анулиран.
На 14 юни 1541 г. Вилхелм се жени по политически причини за 13-годишната Жана д’Албре (1528 – 1572), дъщеря на крал Енрике II от Навара, племенница на френския крал Франсоа I. Бракът не е осъществен и на 22 октомври 1545 г. е анулиран от папа Павел III. Една година по-късно, на 18 юли 1546 г., той се жени за ерцхерцогиня Мария фон Хабсбург (1531 – 1581), дъщеря на по-късния император Фердинанд I (1503 – 1564), племенница на император Карл V (1500 – 1558).
Вилхелм е противник на преследването на вещиците. През 1554 г. той нарежда по-строгото изгонване на евреите от страната му.
Той умира през 1592 г. на 75-годишна възраст. Погребан е в манастирската църква „Св. Ламбертус“ към Дюселдорф.

## Деца
От Мария фон Хабсбург има децата:
- Мария Елеонора (1550 – 1608), ∞ 1573 Албрехт Фридрих (1553 – 1618), херцог на Прусия (Хоенцолерн) (1553 – 1618)
- Анна (1552 – 1632), ∞ 1574 пфалцграф Филип Лудвиг фон Пфалц-Нойбург (1547 – 1614)
- Магдалена (1553 – 1633), ∞ 1579 пфалцграф Йохан I фон Цвайбрюкен (1550 – 1604)
- Карл Фридрих (1555 – 1575), наследствен принц
- Елизабет (1556 – 1561)
- Сибила (1557 – 1627), ∞ 1601 маркграф Карл фон Бургау (1560 – 1618)
- Йохан Вилхелм (1562 – 1609), 6-и херцог на Клеве, Юлих, и Берг

- Мария Австрийска с дъщеря им Мария Елеонора
- Гробът на Вилхелм в църквата „Св. Ламбертус“ в Дюселдорф